# Нелчина
Нелчина (англ. Nelchina, атна: Xaz Ghae Na’) — статистически обособленная местность в зоне переписи населения Коппер-Ривер, штат Аляска, США.

## История
Нелчина была основана как посёлок старателей-золотоискателей в 1913 году. Впервые упоминается в публикациях Геологической службы США в 1915 году.

## География
Площадь статистически обособленной местности составляет 121,0 км², из которых 119,2 км² — суша и 1,8 км² — открытые водные пространства. Населённый пункт находится на шоссе Гленн (англ. Glenn Highway), примерно в 48 км к западу от Гленналлена.

## Население
По данным переписи 2000 года население статистически обособленной местности составляло 71 человек. Расовый состав: коренные американцы — 4,23 %; белые — 90,14 % и представители двух и более рас — 5,63 %.
Из 27 домашних хозяйств в 25,9 % — воспитывали детей в возрасте до 18 лет, 66,7 % представляли собой совместно проживающие супружеские пары и 25,9 % не имели семьи. 25,9 % от общего числа семей на момент переписи жили самостоятельно, при этом 3,7 % составили одинокие пожилые люди в возрасте 65 лет и старше. В среднем домашнее хозяйство ведут 2,63 человек, а средний размер семьи — 3,15 человек.
Доля лиц в возрасте младше 18 лет — 28,2 %; лиц старше 65 лет — 14,1 %. Средний возраст населения — 43 года. На каждые 100 женщин приходится 153,6 мужчин; на каждые 100 женщин в возрасте старше 18 лет — 131,8 мужчин.

## Экономика
Средний доход на совместное хозяйство — $40 625; средний доход на семью — $40 625. Средний доход на душу населения — $10 742. Около 19,0 % семей и 17,8 % жителей живут за чертой бедности.